# Sujinho
Sujinho é um álbum de colaboração de jazz latino entre o produtor de hip hop Madlib, e Ivan Conti. Este álbum apresenta samba brasileiro e jazz latino, um dos interesses de Madlib (ele fez um cover de "Papa" de Azymuth no álbum Angles Without Edges do Yesterdays New Quintet em 2001). Sujinho foi lançado duas vezes, uma nos Países Baixos pela Kindred Spirits em vinil duplo e nos Estados Unidos pela Mochilla Records em formato de CD.

## Lista de faixas
Vinil 1
- Lado A

1. "Mamaoism" - 00:32
2. "Berumba" (Luiz Eça & Bebeto) - 03:47
3. "Anna de Amsterdã (Interlúdio)" - 00:18
4. "Praça da República" - 04:02
5. “Papaia” (Alex Malheiros) – 10h03

- Lado B

1. "Brazilian Sugar" - 06:27
2. "São Paulo Nights" - 04:21
3. "Xibaba" (Airto Moreira)- 04:51
4. "Upa Neguinho"(Edu Lobo / Gianfrancesco Guarnieri) - 04:14

Vinil 2
- Lado C

1. "Casa Forte"(Edu Lobo) - 03:51
2. "Amazon Stroll" - 04:30
3. "Berimbau"(Baden Powell / Vinicius de Moraes) - 05:15
4. "Anna de Amsterdam (Reprise)" - 00:27
5. "Waiting On The Corner"(Humberto Teixeira & Sivuca) - 05:01

- Lado D

1. "Tijuca Man" - 02:38
2. "Nao Tem Nada Nao"(Marcos Valle) - 03:36
3. "Sunset At Sujinho" - 01:55
4. "Segura Esta Onda" - 07:01